# Néstor Kohan
Néstor Kohan  (Buenos Aires, 1967) es un pensador, intelectual y militante marxista argentino, perteneciente a la nueva generación de marxistas latinoamericanos. Como parte de esta tradición de pensamiento político y cultural publicó 58 libros de teoría social, historia y filosofía (incluyendo ediciones en castellano y traducciones a diversos idiomas). Se desempeña como investigador del CONICET y profesor de la Universidad de Buenos Aires (UBA). 

## Biografía
Kohan milita en organizaciones marxistas desde la adolescencia. En la UBA se graduó como Licenciado en Filosofía y posteriormente Doctor en Ciencias Sociales.
Es profesor en la Universidad de Buenos Aires (UBA), donde coordina la Cátedra "De la teoría social de Marx a la teoría crítica latinoamericana" y la Cátedra "Che Guevara”. Colabora regularmente en la Escuela Nacional Florestan Fernandes de Brasil. Además, durante casi una década integró la Universidad Popular Madres de Plaza de Mayo, hasta que se apartó en 2007 con una carta pública titulada «A las queridas Madres de Plaza de Mayo». 
Posteriormente, continuó trabajando en la formación política de los movimientos sociales y organizaciones populares a través de la Cátedra "Che Guevara". Colaboró en escuelas de formación política de toda América Latina (desde la Escuela Nacional Florestan Fernandes del Movimiento de Trabajadores Sin Tierra de Brasil hasta la Cátedra Karl Marx de México; también participó en diversas escuelas en Cuba, Venezuela y Bolivia). Desde 1997 ha estimulado y organizado «Cátedras Che Guevara» y «Cátedras Karl Marx» en varios países del continente (además de Argentina, en Chile, Uruguay, Bolivia, Venezuela, Perú, México, etc.).
En forma paralela a su militancia, se ha desempeñado como jurado en doctorados de la UBA, FLACSO y en la Casa de las Américas (Cuba). Durante varios años fue tutor metodológico en CLACSO y evaluador en dicha institución, en la UBA y en el CONICET. Es miembro de la Asociación Argentina Antonio Gramsci, sección de la International Gramsci Society (IGS).

## Pensamiento
En sus libros sobre el pensamiento de Marx y sobre el marxismo argentino y latinoamericano, publicó investigaciones sobre Simón Bolívar, Mariano Moreno, Ernesto Che Guevara, Fidel Castro, Deodoro Roca, José Carlos Mariátegui, Julio Antonio Mella, Aníbal Norberto Ponce, Roque Dalton, Ruy Mauro Marini, Mario Roberto Santucho, Miguel Enríquez, Jorge Zabalza, Silvio Frondizi, Daniel Hopen, José Luis Mangieri, José Aricó, Adolfo Sánchez Vázquez, Fernando Martínez Heredia, Roberto Fernández Retamar, Armando Hart Dávalos, Marta Harnecker, Vania Bambirra, Carlos Nelson Coutinho, Gilberto López y Rivas, Álvaro García Linera, entre otros y otras. También sobre Vladimir I.Lenin, Antonio Gramsci, Rosa Luxemburg, Isaak I. Rubin, György Lukács, Karel Kosik, Vijay Prashad, etc. Algunos de sus trabajos de pedagogía popular fueron difundidos en historietas, cómics y programas de televisión (como por ejemplo el documental en dibujos Antonio Gramsci, realizado por el canal VIVE TV de Venezuela con textos de Kohan y otro similar, con dibujos animados, realizado por el canal Encuentro de Argentina sobre el libro Gramsci para principiantes). Sus ensayos, libros y artículos han sido traducidos al inglés, francés, alemán, portugués, italiano, árabe, yidis, euskera, gallego y catalán.
En términos generales el pensamiento teórico de Kohan se caracteriza por una mirada latinoamericanista y heterodoxa del marxismo y una relectura de «El Capital» de Karl Marx. Sus tesis son críticas del eurocentrismo, el posmodernismo (en sus múltiples expresiones), el liberalismo, el reformismo, la metafísica del materialismo dialéctico en versión soviética y el economicismo, mientras defiende la filosofía de la praxis, la corriente dialéctica e historicista del marxismo latinoamericano y la teoría crítica del fetichismo.
Sus planteos han generado polémicas, apoyos y rechazos. Las corrientes marxistas heterodoxas, historicistas, humanistas y dialécticas lo han defendido y las más cercanas al marxismo objetivista tradicional lo han criticado.
En Francia, por ejemplo, compartiendo las tesis de Kohan, el historiador del marxismo Michael Löwy (investigador del Centre National de la Recherche Scientifique - CNRS) ha caracterizado su pensamiento político como un «guevarismo bolivariano» insertándolo a su vez dentro de la tradición cultural del «marxismo arielista», heredero y continuador del «romanticismo anticapitalista cuyas raíces directas o indirectas se nutren de José Carlos Mariátegui, Julio Antonio Mella, Farabundo Martí y otros marxistas latinoamericanos de la década de 1920».
En Alemania, discutiendo aquellas tesis, el filósofo e historiador de las ideas Wolfgang Fritz Haug (profesor de la Universidad Libre de Berlín y director de la revista y editorial Das Argument) ha caracterizado la lectura de Kohan sobre el marxismo como rigurosa, original y «muy importante para la izquierda internacional». Sin embargo, marcando distancia frente a su cuestionamiento del eurocentrismo, Fritz Haug ha señalado críticamente que esa mirada «recoge el paradigma de la violencia, para vestir con ella una lectura latinoamericana que rechaza la forma europea de interpretación de El Capital». Analizando las interpretaciones y lecturas de Kohan sobre El Capital de Marx, Fritz Haug intenta poner en discusión su «recepción de la obra fundamental de Marx en un peligroso tono revolucionario-voluntarista».
En Venezuela, durante mayo de 2013, se organizó un Seminario internacional para debatir sobre «El Capital» de Karl Marx. Participaron venezolanos, cubanos, estadounidenses, españoles y argentinos. Allí se produjo una polémica entre las tesis de Kohan sobre el método de Marx y las del filósofo español Carlos Fernández Liria (de la Universidad Complutense de Madrid). Kohan defendió la pertinencia y centralidad de la lógica dialéctica en la arquitectura del discurso crítico de «El Capital» mientras Fernández Liria cuestionó el vínculo Hegel-Marx y la tradición dialéctica del marxismo intentando reemplazarlos por una mirada afín a Kant y la Ilustración. (Los videos del seminario internacional y esta discusión teórica entre Kohan y Fernández Liria se pueden encontrar en YouTube con el título «¿Para qué sirve “El Capital?”»).
En Argentina, país del autor, su obra también ha generado rechazos y adhesiones. La corriente estalinista ha sido la más dura en su impugnación de la lectura de Kohan y sus tesis sobre Marx, dedicándole un libro entero para rechazar su cuestionamiento de los manuales de filosofía de la época Stalin. El libro dirigido específicamente contra las tesis de Kohan y en defensa de los manuales de la Academia de Ciencias de la Unión Soviética fue publicado por la Asociación Héctor P. Agosti, vinculada al Partido Comunista Argentino (PCA).
En una dirección opuesta a ese rechazo estalinista, el politólogo marxista Atilio Borón ha destacado que la obra de Kohan fue una de las pioneras a nivel mundial —junto con las de Daniel Bensaid, Alex Callinicos, Ellen Meiksins Word y Leo Panitch— en cuestionar el posmodernismo de Toni Negri y Michael Hardt.
También diferenciándose de la impugnación estalinista, el economista marxista argentino Claudio Katz (investigador del CONICET e integrante del colectivo Economistas de Izquierda- EDI) ha defendido sus tesis:

El mérito de los planteos de Néstor Kohan frente a la obra «Marx y América Latina» de José Aricó y a las observaciones que sobre ella realiza Álvaro García Linera reside en que Kohan, como Aricó y García Linera, también revisa el problema del vínculo complejo entre Marx y Nuestra América, pero lo hace desde un ángulo distinto. Mientras Aricó estudia América latina del siglo XIX desde arriba, desde los estados ‘fallidos’, el marxismo latinoamericano de Kohan propone una historia desde abajo donde se pone en primer plano la lucha social sin jamás deducir de allí el rechazo contra Simón Bolívar ni una desvalorización del proceso de independencia de América latina.
Claudio Katz

En los últimos años Kohan ha publicado libros con materiales inéditos de sociólogos asesinados y desaparecidos bajo la dictadura cívico-militar argentina de 1976-1983, como por ejemplo el trabajo del militante revolucionario y sociólogo Daniel Saúl Hopen (1939-1976), crítico del proyecto "Marginalidad", y textos de Silvio Frondizi (1907-1974). La interpretación de Kohan sostiene que ambos sociólogos expresan en las ciencias sociales de Argentina una de las corrientes más originales y radicales del marxismo latinoamericano.
También ha publicado un extenso "Estudio preliminar" a los textos y cuadernos inéditos de Karl Marx sobre los pueblos originarios de América, las comunidades de la India y de Argelia, bajo dominio del colonialismo europeo-occidental, en un volumen preparado por Álvaro García Linera, que también incluye estudios de Enrique Dussel. A partir de esas elaboraciones ha entablado un diálogo sociológico-filosófico y un intercambio teórico con Ramón Grosfoguel, uno de los principales representantes actuales de la escuela de pensamiento descolonial.
En forma paralela a estas investigaciones y libros escritos, Néstor Kohan ha volcado la mayor parte de sus tesis teóricas, sociológicas, historiográficas y filosóficas, en formato video con la serie Memoria del futuro: La teoría crítica hoy, realizada por Brancaleone Films y disponible en YouTube. Esta serie de más de veinte videos incorpora desde clases propias de este autor sobre El Capital de Karl Marx hasta entrevistas filmadas a pensadores del marxismo contemporáneo de diversos países de América Latina y Europa Occidental.

## Publicaciones
- Marx en su tercer mundo (1ª edición). Biblos. 1998. ISBN 978-950-786-171-0.
- La Rosa Blindada - una pasión de los '60 (1ª edición). La Rosa Blindada. 1998. ISBN 978-987-97135-1-8.
- De Ingenieros al Che. Ensayos sobre el marxismo argentino y latinoamericano (1ª edición). Biblos. 1998. ISBN 950-786-254-4. Con prólogo de Michael Löwy
- Deodoro Roca, el hereje (1ª edición). Biblos. 1999. ISBN 978-950-786-185-7. (Selección de textos y estudio preliminar)
- El Capital: Historia y método - Una introducción (1ª edición). Universidad Popular Madres de Plaza de Mayo. 2001. ISBN 978-987-97335-5-4.
- Toni Negri y los desafíos del imperio / Toni Negri and Challenges of Empire (1ª edición). Campo de Ideas. 2002. ISBN 9788496089006. (Traducido al italiano por L. Cordidonne)[11]
- Introducción al pensamiento marxista (1ª edición). La Rosa Blindada. 2003. ISBN 987-1011-05-9.
- Ideario socialista: Marx, Einstein, Guevara, y otros (1ª edición). Longseller. 2003. ISBN 978-987-550-310-6.
- Ensayos Ernesto Che Guevara (1ª edición). Nuestra América. 2003. ISBN 978-987-20760-2-3. En coautoría
- Che Guevara - Otro mundo es posible (1ª edición). Nuestra América. 2003. ISBN 978-987-20760-9-2. Con prólogo de Michael Löwy
- Gramsci para principiantes (1ª edición). Era Naciente. 2003. ISBN 978-987-555-007-0.
- Marxismo para principiantes (1ª edición). Era Naciente. 2005. ISBN 978-987-555-033-9.
- Fetichismo y hegemonía en tiempos de rebelión (1ª edición). Editorial de Ciencias Sociales. 2005. ISBN 978-959-06-0761-5.
- Ernesto Che Guevara: el sujeto y el poder (1ª edición). Nuestra América. 2005. ISBN 978-987-1158-38-6. Con prólogo de Michael Löwy
- Fidel para principiantes (1ª edición). Era Naciente. 2006. ISBN 978-987-555-041-4.
- Crítica y teoría en el pensamiento social latinoamericano (1ª edición). C.L.A.C.S.O. 2006. ISBN 978-987-1183-55-5. (Participación en obra colectiva)
- Pensar a contramano: las armas de la crítica y la crítica de las armas (1ª edición). Nuestra América. 2006. ISBN 978-987-1158-53-9. Prólogo de Osvaldo Bayer.
- Marxismo: la teoría de Marx y sus seguidores (1ª edición). Era Naciente. 2008. ISBN 978-987-555-053-7.
- Introducción al pensamiento socialista. El socialismo como ética revolucionaria y teoría de la rebelión (1ª edición). Ocean Sur. 2007. ISBN 978-1-921235-52-8.
- Los verdugos latinoamericanos - Las fuerzas armadas, de la contrainsurgencia a la globalización (1ª edición). Populibros. 2007. ISBN 978-987-22849-1-6.
- Aproximaciones al marxismo: Una introducción posible (1ª edición). Ocean Sur. 2008. ISBN 978-1-921235-82-5.
- Con sangre en las venas: Apuntes polémicos sobre la revolución, los sueños, las pasiones y el marxismo desde América Latina (1ª edición). Ocean Sur. 2008. ISBN 978-1-921235-76-4.
- Fidel: an ilustrated biography of Fidel Castro (2ª edición). Seven Stories Press. 2010. ISBN 978-1-58322-782-4.
- Nuestro Marx (1ª edición). Amauta Insurgente. 2011. ISBN 978-987-26911-1-0.
- En la selva. Los estudios desconocidos del Che Guevara: a propósito de sus cuadernos de lectura de Bolivia (1ª edición). Amauta Insurgente. 2011. ISBN 978-987-26911-0-3.
- Simón Bolívar y la «manzana prohibida» de la revolución latinoamericana (1ª edición). Trinchera (Caracas). 2011. ISBN 978-980-7364-09-6.
- Rosa Luxemburgo: la flor más roja del socialismo (1ª edición). Ocean Sur. 2013. ISBN 978-1-921438-56-1.
- Fetichismo y poder en el pensamiento de Karl Marx (1ª edición). Biblos. 2013. ISBN 978-987-691-071-2.
- Simón Bolívar y nuestra independencia. Una lectura latinoamericana (1ª edición). Yulca. 2013. ISBN 978-84-938926-5-4.
- Socialismo y marxismo (1ª edición). Ocean Sur. 2014. ISBN 978-1-925019-61-2. En colaboración con Fernando Martínez Heredia
- Ciencias sociales y marxismo latinoamericano (1ª edición). Amauta Insurgente. 2015. ISBN 978-987-26911-2-7. Con prólogo de Michael Löwy
- La teoría crítica hoy (1ª edición). Amauta Insurgente. 2015. ISBN 978-987-26911-3-4.
- Cultura y revolución en La Rosa blindada (1ª edición). Amauta Insurgente. 2016. ISBN 978-987-26911-9-6. En coautoría con José Luis Mangieri.
- Tradición y cultura crítica en el marxismo argentino (1ª edición). Nuestra América. 2016. ISBN 978-987-1895-33-5.
- Seminario El Capital (1ª edición). Nuestra América. 2016. ISBN 978-987-1895-34-2.
- Lenin, la pregunta del viento (1ª edición). Trinchera. 2017. ISBN 978-980-7364-47-8. Con prólogo de Orlando Caputo Leiva
- El Capital: dialèctica i revolució (1ª edición). Tigre de Paper. 2018. ISBN 978-84-16855-29-2.
- Gramsci em quadrinhos (1ª edición). Fundação Perseu Abramo. 2019. ISBN 978-85-9571-057-3.
- David contra Goliat (1ª edición). Ediciones Ministerio Comunicación. 2019. ISBN 978-980-227-457-4.
- Hegemonía y cultura en tiempos de contrainsurgencia «soft» (1ª edición). Editorial de Ciencias Sociales. 2021. ISBN 978-959-06-2360-8.
- Resistencias y alternativas en el Sur Global (1ª edición). La Biblioteca. 2022. ISBN 978-607-8733-61-3. ((En coordinación con Nayar López Castellanos)
- La brújula y el mapa. Cultura, crítica y ciencias sociales en la revolución cubana (1ª edición). Ocean Sur. 2022. ISBN 978-1-922501-62-2.
- Teorías del imperialismo y la dependencia desde el Sur Global (1ª edición). Cienflores. 2022. ISBN 978-987-4066-03-9.